# Casablanca
Casablanca (arabisch الدار البيضاء, DMG ad-Dār al-bayḍāʾ, Zentralatlas-Tamazight ⴰⵏⴼⴰ Anfa, spanisch bzw. arabisch: „Das weiße Haus“) ist die größte Stadt Marokkos und liegt südlich der Hauptstadt Rabat direkt an der Atlantikküste. In der eigentlichen Stadt leben 3.218.036 Menschen, in der Großregion Casablanca-Settat (arabisch الدار البيضاء الكبرى وسطات) 7.688.967 (2024).

## Stadtgliederung
Casablanca gliedert sich in 16 Arrondissements.
| Arrondissement | Bürgermeister      | Partei |
| -------------- | ------------------ | ------ |
| Anfa           | Mohamed Chebbak    | RNI    |
| Maârif         | Abdessamad Hayker  | PJD    |
| Sidi Belyout   | Abdelhak Ennajihi  | PJD    |
| El Fida        | Ramid El Fatimi    | PJD    |
| Mers Sultan    | Zakaria Benkirane  | RNI    |
| Aïn Sebaâ      | Hassan Benomar     | RNI    |
| Hay Mohammadi  | Rachid El Jakini   | PJD    |
| Roches Noires  | Nourredine Karbal  | PJD    |
| Hay Hassani    | Ahmed Joudar       | PJD    |
| Aïn Chock      | Abdelmalek Lakhili | PJD    |
| Sidi Bernoussi | Abdelkrim Houichri | PJD    |
| Sidi Moumen    | Hassan Baroud      | PJD    |
| Ben M'Sick     | Mohamed Joudar     | UC     |
| Sbata          | Said Kachani       | PJD    |
| Moulay Rachid  | Mustapha Lhaya     | PJD    |
| Sidi Othman    | Mohamed Mait       | PJD    |

## Geschichte

### Bis zum 19. Jahrhundert
Die seit dem 8. Jahrhundert auf dem Gebiet des heutigen Casablanca nachweisbare Siedlung Anfa war lange Zeit Hauptort des Berberreichs der Berghouta und wurde im 12. Jahrhundert von den Almohaden erobert.
In den nachfolgenden Jahrhunderten entwickelte sie sich zu einem wichtigen Umschlagplatz für Getreide, gleichzeitig aber auch zu einem gefürchteten Stützpunkt für Piraten.
Ab Ende des 15. Jahrhunderts versuchten die Portugiesen wiederholt, Anfa einzunehmen. 1496 wurde die Stadt von der Armee Don Ferdinands zerstört. Ein weiterer Überfall portugiesischer Truppen fand 1515 statt.
1575 wurde die Stadt von den Portugiesen besetzt und erhielt den portugiesischen Namen Casa Branca („Weißes Haus“).
Nachdem ein schweres Erdbeben 1755 Casa Branca verwüstet hatte, wurde es nur wenige Jahre später unter dem arabischen Namen al-Dār al-bayḍāʾ („Weißes Haus“) vom Alaouiten-Sultan Muhammad bin Abdallah wieder aufgebaut. Er versah die Stadt mit öffentlichen Bädern, einer Medresa und einer Moschee, die seinen Namen trägt.
Mitte des 19. Jahrhunderts ließen sich spanische Händler in der Stadt nieder und nannten sie spanisch Casablanca. Unter der Herrschaft von Moulay Hassan (1873–1894) zählte sie 20.000 Einwohner.

### 20. Jahrhundert

Casablanca aus 200 m Höhe. Luftbild des Piloten Walter Mittelholzer, 1930/31

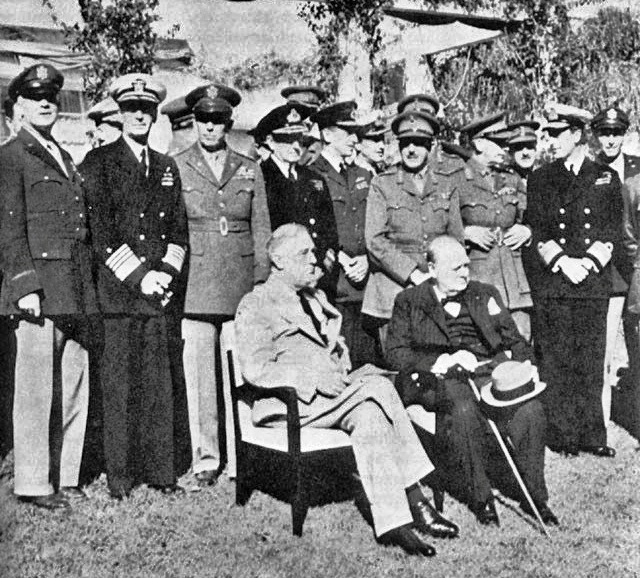
Casablanca-Konferenz, 1943

In Casablanca waren mit Billigung des Sultans von Marokko im Jahr 1907 Arbeiten zur Verbesserung der Hafenanlagen im Gange. Die Arbeiten erstreckten sich über die Wallanlagen hinaus, nahe heran an einen moslemischen Friedhof. Durch Berichte, der Friedhof sei bei den Arbeiten entweiht worden, gerieten die benachbarten Stämme der Shawia in Aufruhr. Am 30. Juli 1907 griffen sie die europäischen Arbeiter an und töteten neun von ihnen (drei Franzosen, drei Spanier und drei Italiener), danach drangen sie in die Stadt ein und überfielen das jüdische Viertel. Flüchtlinge kamen mit einem Boot nach Tanger und überbrachten Nachrichten vom Massaker. Die französische Regierung entschied sich, Casablanca zu besetzen und eine starke Marine- und Heeresstreitmacht dorthin zu entsenden. Vor der Ankunft der Truppen ließ der Kommandant des Kreuzers Galilée am 5. August eine Mannschaft zum Schutz des französischen Konsulats an Land setzen. Das Vorrücken dieser Abteilung wurde verhindert, worauf die Galilée, unterstützt vom Kriegsschiff Du Chayla, die Stadt bombardierte. Zur selben Zeit erreichten Stammesangehörige Casablanca und begannen mit einer allgemeinen Plünderung der Stadt. Am 7. August wurden die eingetroffenen Truppen der Franzosen an Land gebracht, und weitere Kämpfe begannen. Bis sie ihren Auftrag erfüllt hatten, war fast jeder Einwohner entweder getötet, verwundet worden oder geflohen. Allein die Zahl der Toten ging in die Tausende. Die europäische Kolonie hingegen war sicher. Zwar waren die Franzosen danach Herren in der Stadt, doch blieben die Shawia-Stämme weiter voll im Kampf. Zuerst unter General Drude und ab Januar 1908 unter General Amade gelang es den Franzosen, das Gebiet der aufständischen Shawia zu verkleinern. Das Expeditionskorps zählte so unversehens eine Stärke von 15.000 Mann. Bis zum Juni 1908 war der Bezirk um Casablanca befriedet, danach wurden die Streitkräfte stufenweise verringert.
Am Anfang des 20. Jahrhunderts erlebte die Stadt einen wirtschaftlichen Aufschwung und löste Tanger als wichtigsten Hafen Marokkos ab. Casablanca wurde in der Zeit des französischen Protektorats zum Wirtschaftszentrum ausgebaut. Am 7. November 1929 war der erste Handelstag an der neu errichteten Börse.
Casablanca war ein strategisch wichtiger Hafen im Zweiten Weltkrieg. Nach der Niederlage Frankreichs 1940 stand Casablanca zunächst unter Kontrolle Vichy-Frankreichs. 35.000 Amerikaner und Briten landeten am 8. November 1942 in Casablanca, aber auch in Oran und Algier. Die Vichy-Franzosen beendeten ihre Kampfhandlungen am 10. November 1942 mit dem Waffenstillstand von Fedala. Es waren 462 französische Matrosen und rund 1400 französische Bodentruppen tot. Vom 14. bis zum 24. Januar 1943 fand in Casablanca ein britisch-amerikanisches Gipfeltreffen zwischen Roosevelt und Churchill statt (Casablanca-Konferenz). 1951 betrug die Bevölkerungszahl 682.000 Menschen, viele lebten in den sogenannten Bidonvilles.
Das rasche industrielle Wachstum prägt die Entwicklung Casablancas bis heute. Etwa 80 % der marokkanischen Industrie sind hier angesiedelt, ca. 60 % des Seehandels des Landes werden über den Hafen der Stadt abgewickelt. Viele bedeutende Unternehmen des Landes haben hier ihren Hauptsitz, z. B. die Cosumar.

### 21. Jahrhundert
Am 16. Mai 2003 verübte eine Reihe von Selbstmordattentätern die Anschläge von Casablanca, bei denen 33 Menschen getötet und mehr als 100 verletzt wurden.

## Einwohnerentwicklung
Die folgende Übersicht zeigt die Einwohnerzahlen nach dem jeweiligen Gebietsstand seit der Volkszählung 1982.
| Jahr          | Einwohner |
| ------------- | --------- |
| 1982 (Zensus) | 2.139.204 |
| 1994 (Zensus) | 2.717.125 |
| 2004 (Zensus) | 3.032.116 |
| 2014 (Zensus) | 3.359.818 |

## Stadtbild
Die Hassan-II.-Moschee ist die Hauptsehenswürdigkeit der Stadt. Sie ist eine der größten Moscheen der Welt und bietet in der Gebetshalle Platz für 25.000 Personen. Das Minarett der 1993 fertiggestellten Moschee ist mit 210 Metern Höhe das zweithöchste Minarett und das zweithöchste religiöse Bauwerk.
Ab den 1920er Jahren wurden in Casablanca verschiedene repräsentative Gebäude im Art Déco Stil mit marokkanischen Elementen errichtet. In der Nähe des Place Mohamed V. findet man: Wilaya de Casablanca-Settat (Sitz der Lokalregierung), die Bank Al Maghreb (Zentralbank), das Café de France, Architekt: Jean-François Zevaco, der Marché Central (Zentralmarkthalle), Architekt: Pierre Bousquet, das Musée Abderrahman Slaoui, La Fondation ONA - Villa des Arts de Casablanca (Kunstmuseum) und das Cinéma Rialto, Architekt: Pierre Jabin.
In der Stadt gibt es nach unterschiedlichen Angaben zwischen 22 und über 30 Synagogen für die geschätzt 3000 (2016) marokkanischen Juden, von denen die Mehrheit in Casablanca lebt. In den 1980er Jahren lebten noch rund 8000 Juden in Casablanca, und 34 Synagogen waren in Benutzung. Als Hauptsynagoge gilt Beth El.
Vier Kilometer südwestlich des Hafens erstreckt sich entlang des Boulevard de la Corniche an der Küste im Vorort Ain Diab das luxuriöse Bade- und Vergnügungsviertel. Etwas entfernt vom Meer zwischen dem Stadtzentrum und Ain Diab ist das heutige Anfa ein zentrales Villengebiet. Im dortigen Hotel Anfa fand die Casablanca-Konferenz statt.
Im Umkreis der Innenstadt zeugt ein breiter Slumgürtel (Bidonville) von der wirtschaftlichen Notlage und den sozialen Problemen der stetig wachsenden städtischen Unterschicht.

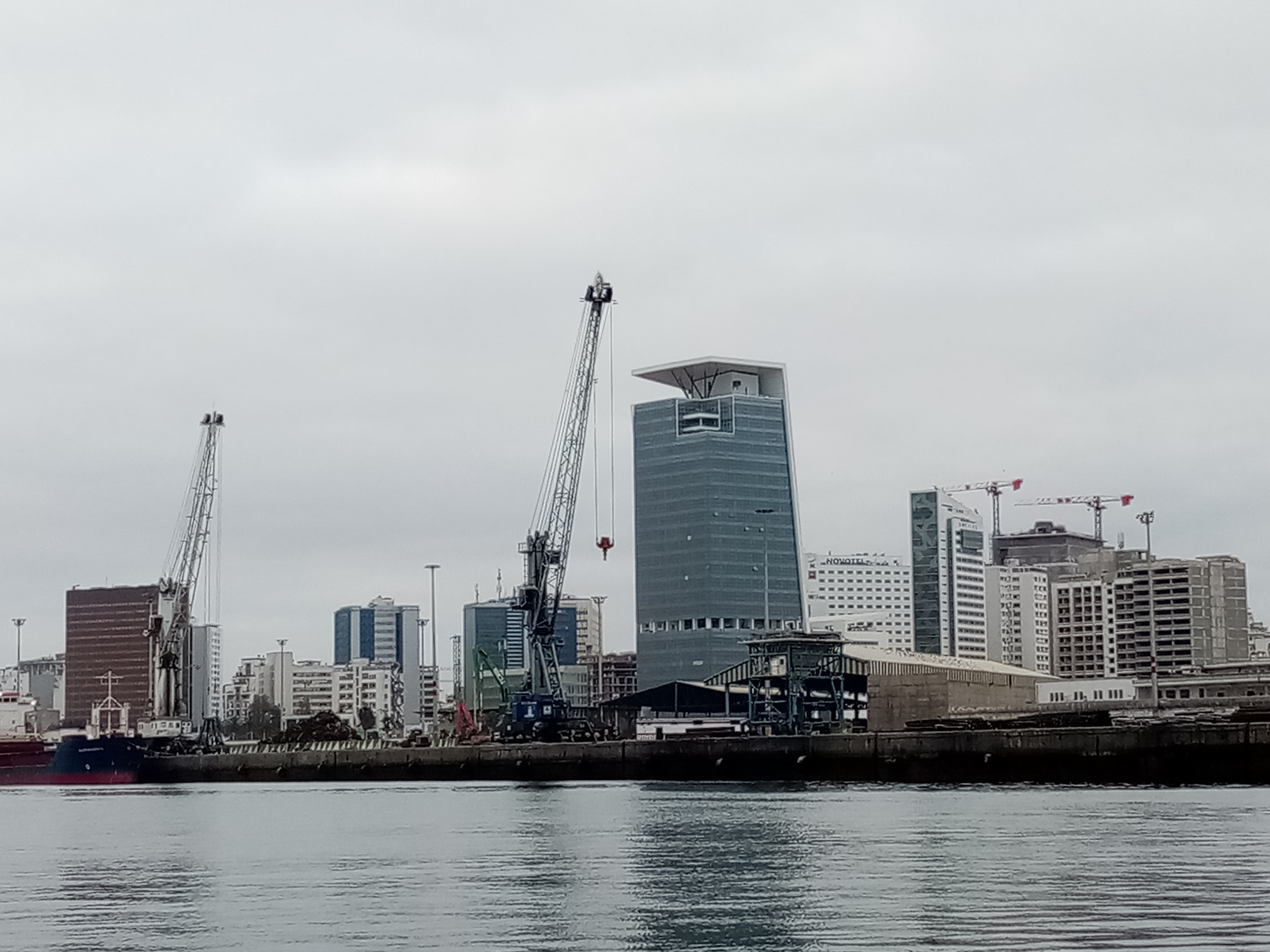
Hafen Casablanca
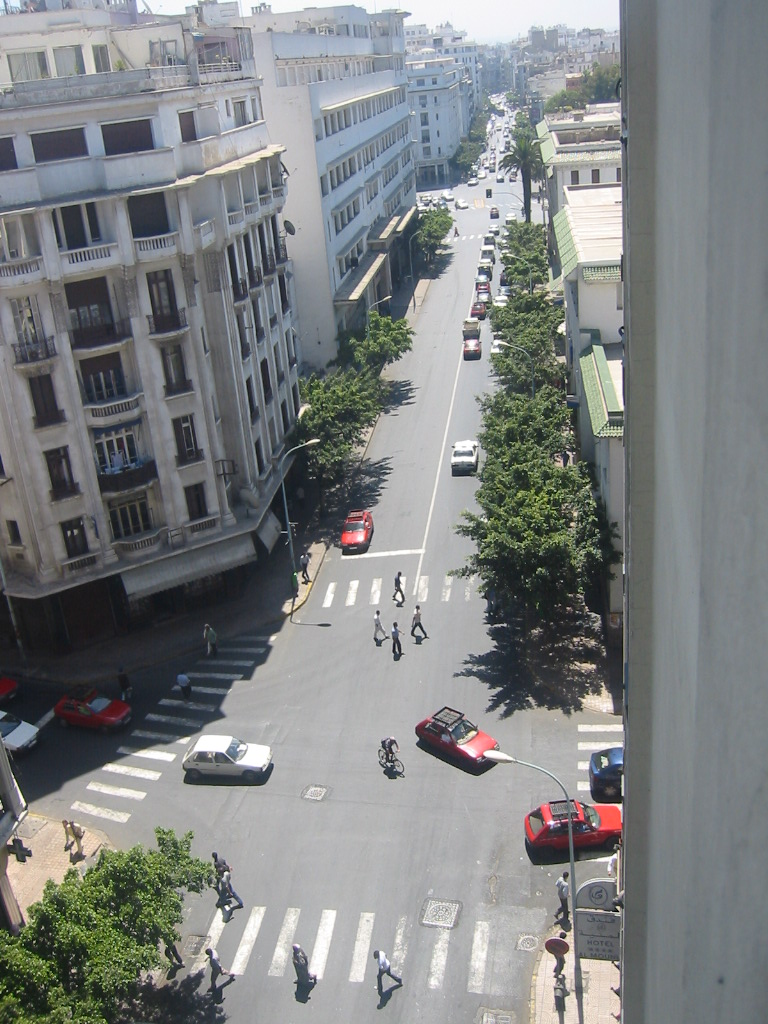
Blick vom Boulevard de Paris ins Stadtzentrum
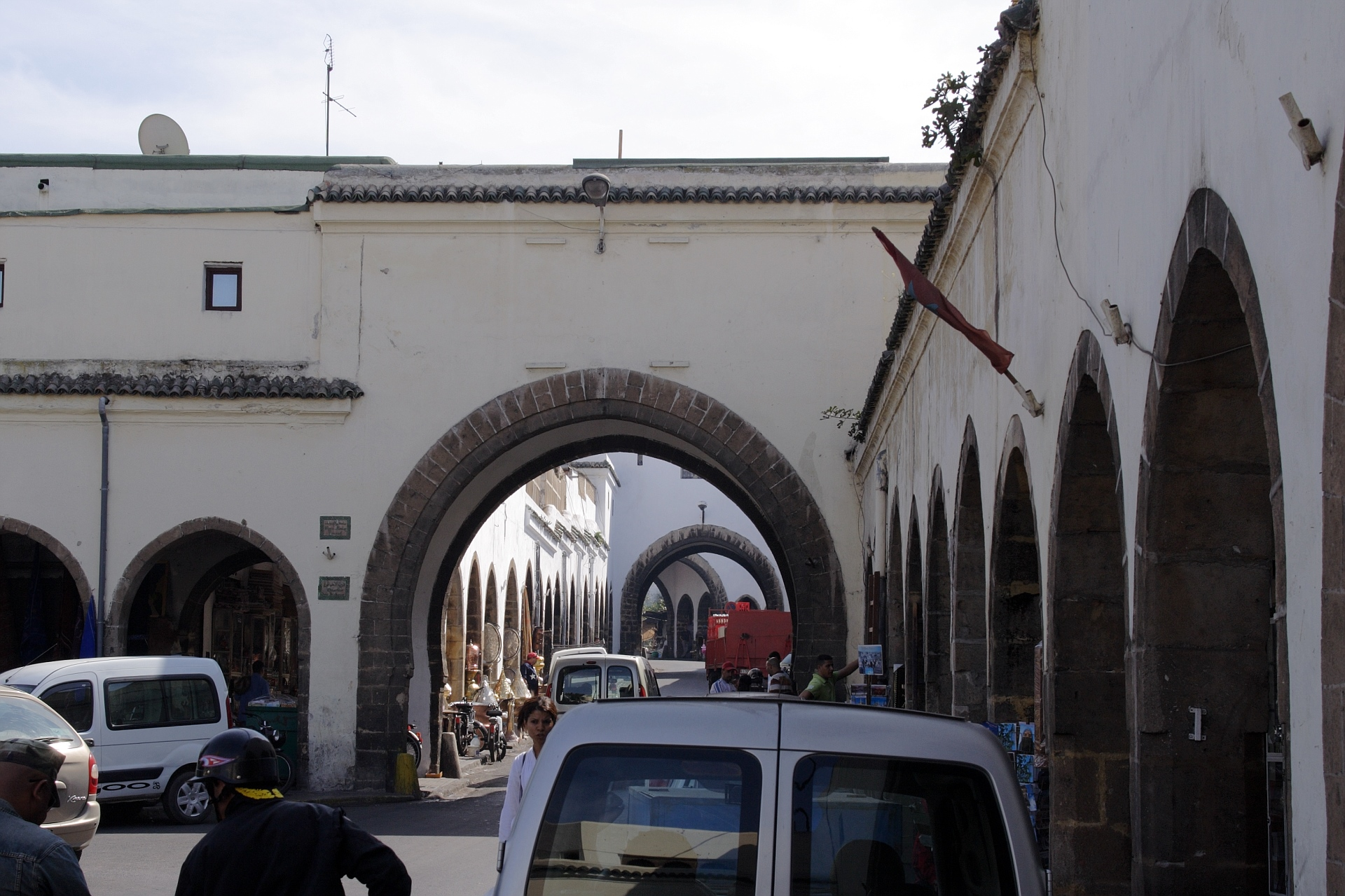
Im Habous Viertel
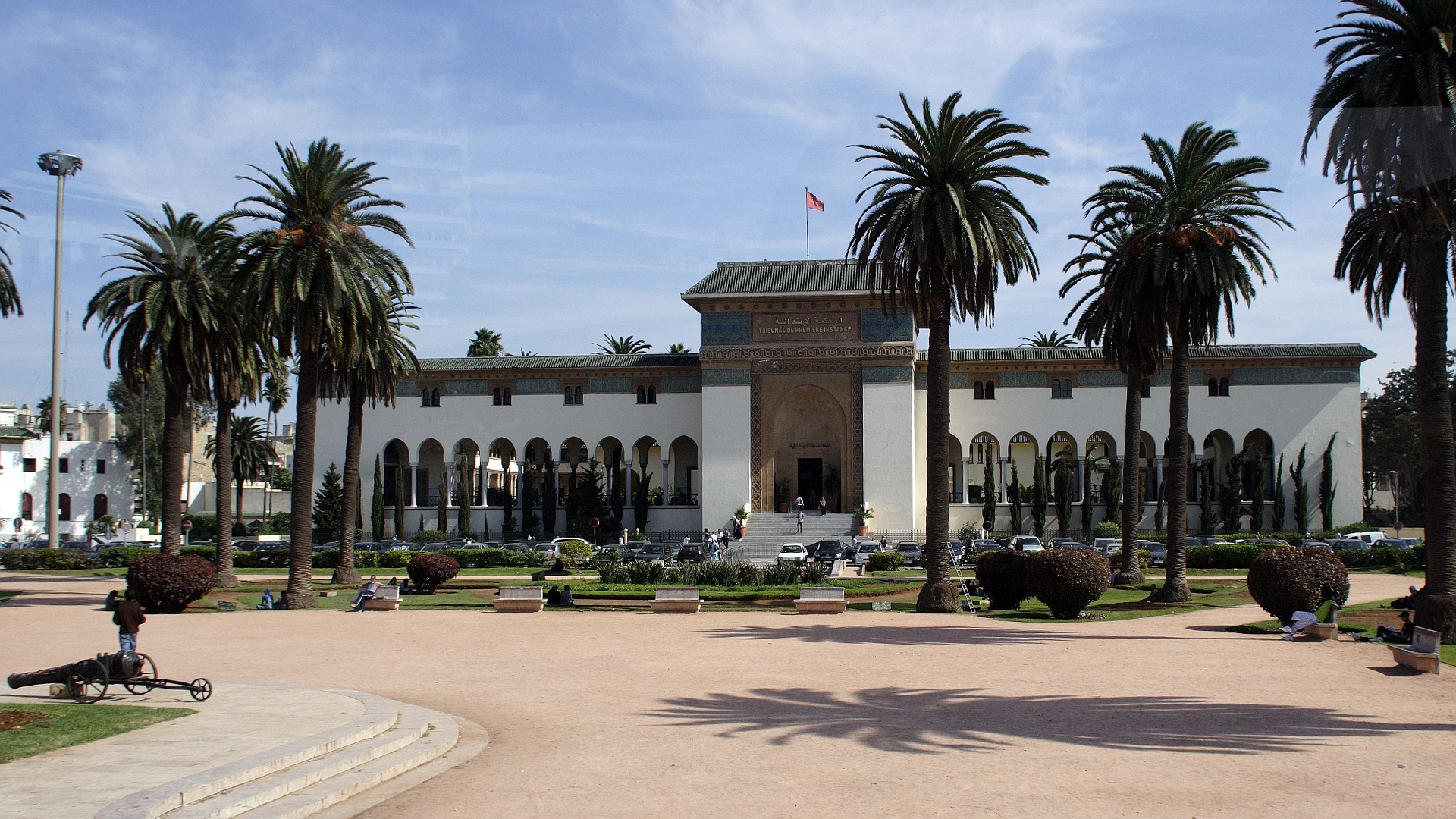
Justizpalast in Casablanca
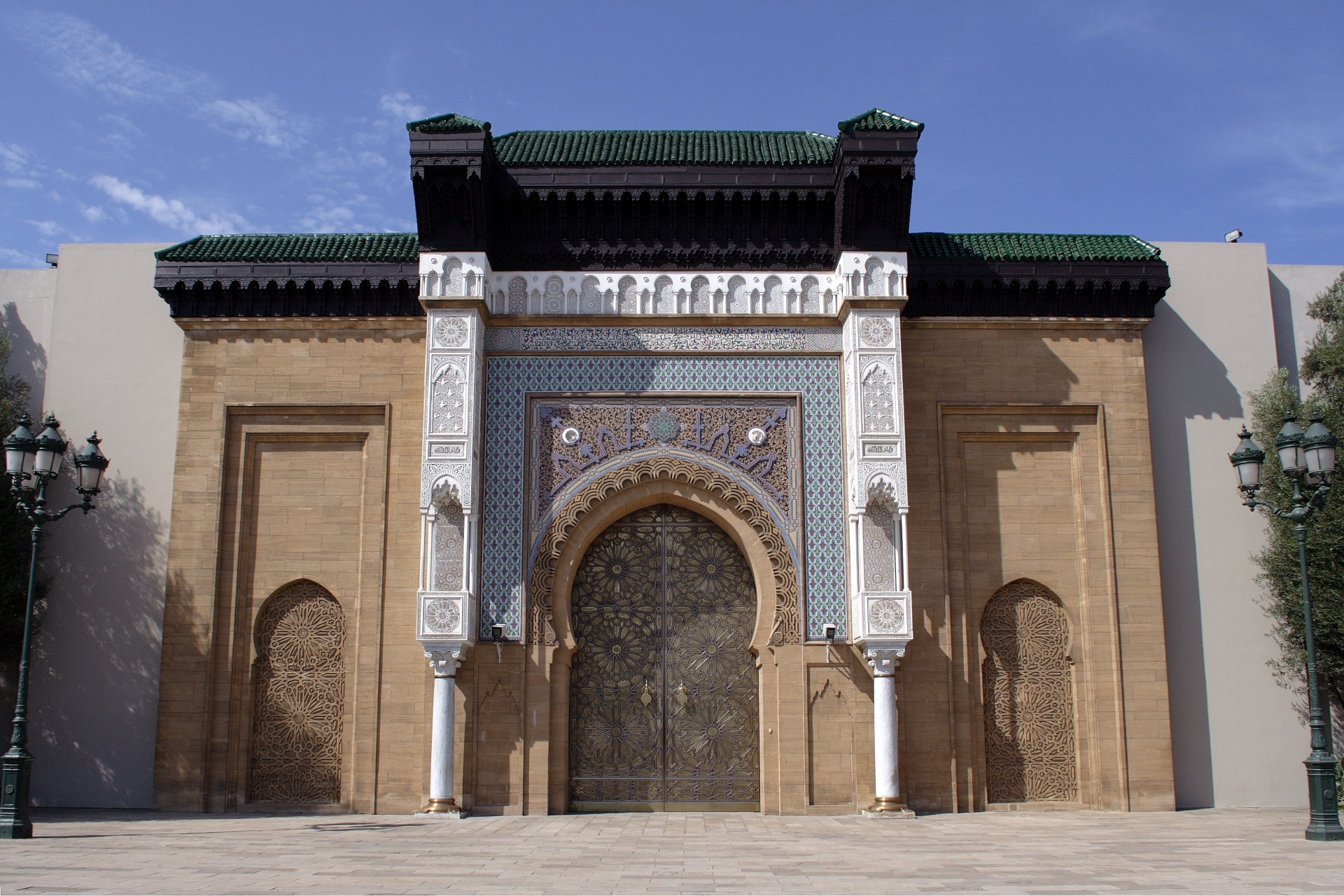
Tore zum königlichen Palast in Casablanca
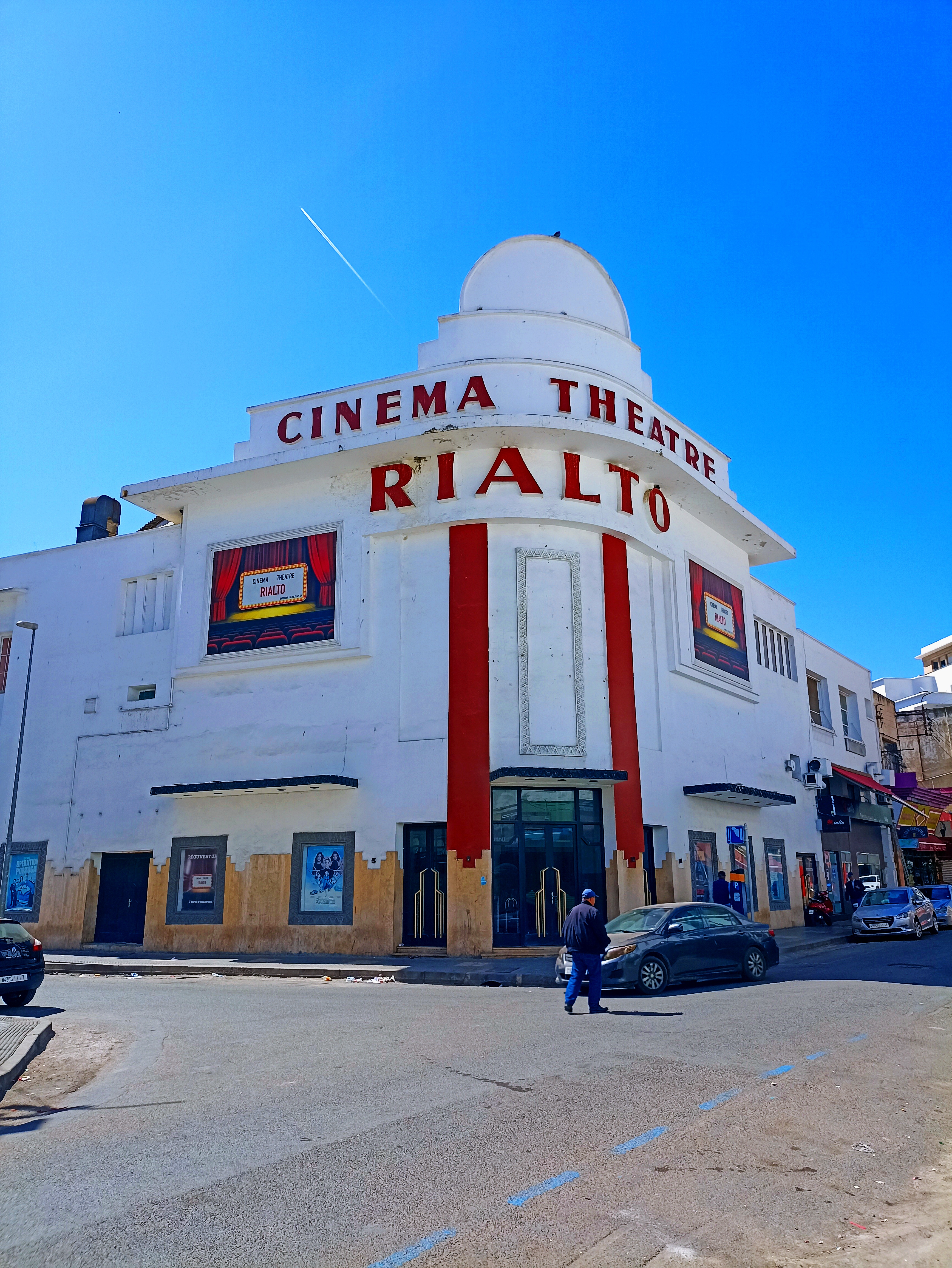
Cinéma Rialto

## Verkehr
Beim Hafen befindet sich der einzige Rangierbahnhof Marokkos (Roches Noires). Der südlich von Casablanca gelegene Flughafen Casablanca ist der wichtigste Flughafen Marokkos.
Im Dezember 2012 wurde die Straßenbahn Casablanca eröffnet. Das Netz umfasst derzeit (2019) zwei Linien und ist etwa 47 km lang.

## Regelmäßige Veranstaltungen
Seit 1993 wird in Casablanca die Course Féminine de Casablanca veranstaltet, eine Laufveranstaltung, die nur Frauen offensteht. Mit etwa 30.000 Teilnehmerinnen ist sie mittlerweile eine der bedeutendsten Frauensportveranstaltungen weltweit.
Seit 2008 findet in Casablanca auch jährlich ein Marathon statt, der Grand Marathon International de Casablanca.

## Wirtschaft
Casablanca ist die größte Stadt Marokkos und ist mit dem Industriegebiet Aïn Sebaâ das wirtschaftliche Zentrum des Landes. In Casablanca hat zudem die Automobil- und Lebensmittelindustrie des Landes ihren Sitz. Bekannte Unternehmen der Stadt sind der Fernsehsender 2M, der Lebensmittelhersteller Bimo, das Designunternehmen Laraki Design, der Zementhersteller LafargeHolcim Maroc, das Mineralölunternehmen TotalEnergies Marketing Maroc, der Versicherer Sanlam Maroc sowie die Automobilhersteller SOMACA, CANAM und Société Automobiles Ménara.
Auch die nationale Wertpapierbörse, die Bourse de Casablanca hat hier ihren Sitz.
In einer Rangliste der wichtigsten Finanzzentren weltweit belegte Casablanca den 32. Platz (Stand: 2018) und den ersten Platz in Afrika.

## Bildungseinrichtungen
- École d’Ingénieurs en Génie des Systèmes Industriels
- Hassan II Ain Chok-Universität
- EMLYON Business School
- Toulouse Business School
- Casablanca Art School[16]

## Religiöse Gebäude
- Hassan-II.-Moschee
- Ettedgui Synagoge (Wiedereinweihung 2016)
- Jamaâ ould el Hamra (Altstadt-Moschee)
- Mosquée Assounna
- Kirche Unsere Liebe Frau von Lourdes (Casablanca) (Eglise Notre-Dame-de-Lourdes)
- Kirche des Heiligen Herzens von Casablanca («Cathédrale» du Sacré-Cœur) (1930–1956; entweiht)

## Film
Die Stadt erlangte zusätzliche Berühmtheit durch den Film Casablanca (1942) mit Humphrey Bogart und Ingrid Bergman, dessen Handlung zur Zeit des Zweiten Weltkrieges dort spielt. Der Film wurde jedoch in Hollywood gedreht. Das 2004 von einer ehemaligen amerikanischen Diplomatin eröffnete Rick’s Café spielt auf einen Schauplatz des Films an.

## Fußball
Casablanca ist die Heimstatt zweier der drei erfolgreichsten Fußballvereine Marokkos:
- Wydad Casablanca, achtzehnmaliger Landesmeister und Gewinner der CAF Champions League 1992, 2017 und 2022
- Raja Casablanca, elfmaliger Landesmeister, dreifacher Sieger des Afrika-Cups und Finalist der FIFA-Klub-Weltmeisterschaft 2013

Ein weiterer Klub ist der Rachad Bernoussi.

## Städtepartnerschaften
Casablanca unterhält Städtepartnerschaften unter anderem mit:
| - Algier (Algerien) - Bordeaux (Frankreich) seit 1988 - Chicago (USA) - Dakar (Senegal) - İstanbul (Türkei) seit 16. Dezember 2009 - İzmir (Türkei) seit 1999 | - Jakarta (Indonesien) seit 1991 - Kairo (Ägypten) - Paris (Frankreich) seit 2004 - Sfax (Tunesien) - Sosnowiec (Polen) seit 2008 |

## Klimatabelle
|                       | Jan  | Feb  | Mär  | Apr  | Mai  | Jun  | Jul  | Aug  | Sep  | Okt  | Nov  | Dez  |   |      |
| Mittl. Tagesmax. (°C) | 17,1 | 17,5 | 18,3 | 19,5 | 21,1 | 23,3 | 25,4 | 25,9 | 25,4 | 23,3 | 20,3 | 17,8 | ⌀ | 21,3 |
| Mittl. Tagesmin. (°C) | 8,4  | 9,2  | 9,9  | 11,5 | 14,0 | 17,1 | 19,3 | 19,5 | 18,2 | 15,2 | 11,8 | 9,3  | ⌀ | 13,6 |
|                       |      |      |      |      |      |      |      |      |      |      |      |      |   |      |
| Niederschlag (mm)     | 62   | 59   | 51   | 40   | 19   | 6    | 1    | 0    | 5    | 31   | 74   | 78   | Σ | 426  |
|                       |      |      |      |      |      |      |      |      |      |      |      |      |   |      |
| Sonnenstunden (h/d)   | 6,1  | 6,7  | 7,8  | 8,7  | 9,5  | 9,5  | 9,8  | 9,5  | 8,6  | 7,6  | 6,4  | 5,9  | ⌀ | 8    |
|                       |      |      |      |      |      |      |      |      |      |      |      |      |   |      |
| Regentage (d)         | 8    | 6    | 7    | 5    | 4    | 1    | 0    | 0    | 1    | 5    | 7    | 9    | Σ | 53   |
|                       |      |      |      |      |      |      |      |      |      |      |      |      |   |      |
| Wassertemperatur (°C) | 16   | 16   | 16   | 17   | 19   | 19   | 21   | 22   | 21   | 21   | 19   | 17   | ⌀ | 18,7 |
|                       |      |      |      |      |      |      |      |      |      |      |      |      |   |      |
| Luftfeuchtigkeit (%)  | 83   | 81   | 79   | 79   | 79   | 80   | 82   | 82   | 81   | 81   | 82   | 83   | ⌀ | 81   |

| 8,4 |

| 9,2 |

| 9,9 |

| 11,5 |

| 14,0 |

| 17,1 |

| 19,3 |

| 19,5 |

| 18,2 |

| 15,2 |

| 11,8 |

| 9,3 |

| 8,4 |

| 9,2 |

| 9,9 |

| 11,5 |

| 14,0 |

| 17,1 |

| 19,3 |

| 19,5 |

| 18,2 |

| 15,2 |

| 11,8 |

| 9,3 |